# 万疆
《万疆》是2021年5月4日在中国大陆公布发行的歌曲，由李姝作词，刘颜嘉作曲，李玉刚演唱，该歌曲收录在同名专辑《万疆》中。该歌曲是庆祝中国共产党建党100周年的献礼歌曲，它由中国共产主义青年团中央委员会宣传部、中国歌剧舞剧院共同制作。
2021年5月20日，李玉刚站在长城演唱的《万疆》正式上线。
2021年12月，获选为人民日报2021年度十大BGM 。